# Cavendishia parviflora
Cavendishia parviflora är en ljungväxtart som beskrevs av J. L. Luteyn. Cavendishia parviflora ingår i släktet Cavendishia och familjen ljungväxter. Inga underarter finns listade i Catalogue of Life.